# Bischuo
Bischuo (auch Bishuo) ist eine bantoide Sprache Kameruns.
Sie wurde in der Nordwestprovinz in der Menchum-Division, in der Furu-Awa-Subdivision in den Orten Ntjieka, Furu-Turuwa und Furu-Sambari gesprochen. Sie war verwandt mit dem Bikya und dem Noone. Es ist eine isolierte südbantoide Sprache. Die Sprecher wechselten im Laufe der Zeit zum Französischen über, der Amtssprache Kameruns. Einige können aber auch das Jukun. Nur ihre ursprüngliche Muttersprache, das Bischuo, wurde aufgrund des geringen politischen Prestiges komplett vergessen. Da es 1986 nur noch einen Sprecher der Sprache gab, kann sie heute als tote Sprache angesehen werden.